# Schlatt, Oberösterreich
Schlatt är en ort och kommun i Österrike. Den ligger i distriktet Vöcklabruck i förbundslandet Oberösterreich, 190 kilometer väster om huvudstaden Wien. 
Kommunen består av elva orter (Ortschaften) (inom parentes invånarantal 1 januari 2024):

- Apeding (154)
- Asperding (15)
- Breitenschützing (393)
- Herrenschützing (55)
- Hinterschützing (37)
- Hörweg (15)
- Oberharrern (107)
- Philippsberg (183)
- Römerberg (111)
- Schlatt (158)
- Staig (194)